# Nasta Palažanka
Anastasija Daškevičová, lépe známá jako Nasta Palažanka, česky a slovensky také Nasťa Palažanková, bělorusky Анастасія Ўладзіміраўна Дашкевіч, «Наста» Палажанка (nar. 2. srpna 1990 Minsk), je běloruská disidentka. V roce 2011 byla místopředsedkyní nevládní organizace Mladá Fronta (bělorusky Малады Фронт, zkratkyМФ, MF, anglicky Young Front) a v témže roce obdržela Mezinárodní cenu ženské odvahy (anglicky International Women of Courage) od ministerstva zahraničí Spojených států amerických.

## Život
Ve svých čtrnácti letech se připojila k opozičnímu hnutí mládeže v Bělorusku. Navzdory výhrůžkám a politicky motivovanému tlaku proti ní a její rodině se postavila za základní lidská práva, občanská práva a svobodu občanské společnosti. Byla opakovaně vězněna, ale vyvinula se v klíčovou postavu opozičního mládežnického hnutí. Dne 26. prosince 2012 se ve věznici Grodno provdala za Zmicera Daškeviče. V červenci 2022 byli manželé Daškevičovi odsouzeni za účast na protestech v roce 2020.